# Союз свободных демократов (Болгария)
Союз свободных демократов (болг. Съюз на свободните демократи) — политическая партия в Болгарии (сокращённо ССД (болг. ССД)). Основан 9 декабря 2001 года. Председателем партии с 2001 по 2007 год был Стефан Софиянский, с 2007 года председателем является Милан Миланов.
Принимал активное участие в выборах 2005 года.
На выборах в Европарламент 2007 года блок набрал около 0,74% голосов и не получил депутатских мест.
На президентских выборах 2021 года поддержал Румена Радева.